# Dreifarbenreiher

Das Verbreitungsgebiet des Dreifarbenreihers

Der Dreifarbenreiher (Egretta tricolor) ist eine Vogelart aus der Familie der Reiher.

## Merkmale
Der Dreifarbenreiher ist ein zierlicher Reiher mit einer Körperlänge von etwa 60 cm. Er kann leicht mit dem Blaureiher verwechselt werden, ist jedoch kleiner als dieser. Sein Gefieder ist größtenteils von blaugrauer oder schiefergrauer Farbe, Bauch und Halsunterseite sind jedoch weiß, wobei das Weiße im oberen Teil des Halses ins Rosarote übergeht.

## Vorkommen
Er brütet im Küstenbereich der südlichen USA, in der Karibik, fast ganz Mittelamerika und im nördlichen Südamerika. Hierbei gelten die nördlichen Populationen als Zugvögel. Sein bevorzugter Lebensraum sind Küsten, Mangroven und küstennahe Sumpfgebiete.

## Verhalten
Der Dreifarbenreiher brütet in kleinen Kolonien. Sie gelten allerdings als sehr territorial und verteidigen ihr Revier gegen Eindringlinge aller Art. Sein aus Ästen und Zweigen bestehendes Nest errichtet er in hohen Bäumen. Das Weibchen legt dort drei bis vier bläuliche Eier, die von beiden Elternteilen bebrütet werden. Auch die Jungen werden gemeinsam versorgt. Auf Nahrungssuche durchstreift er einzelgängerisch das flache Wasser und jagt dort nach Fischen, Amphibien, Mollusken und Krebstieren.